# Stygocyathura univam
Stygocyathura univam là một loài chân đều trong họ Anthuridae. Loài này được Botosaneanu miêu tả khoa học năm 1983.